# Tia X (cờ vua)
Trong cờ vua, thuật ngữ Tia X đôi khi được sử dụng như một từ đồng nghĩa với xiên. Nó cũng có thể đề cập đến một chiến thuật trong đó một phần:
- Tấn công gián tiếp quân địch thông qua quân cờ khác
- Bảo vệ quân mình qua quân địch.